# Donne nelle forze di difesa israeliane

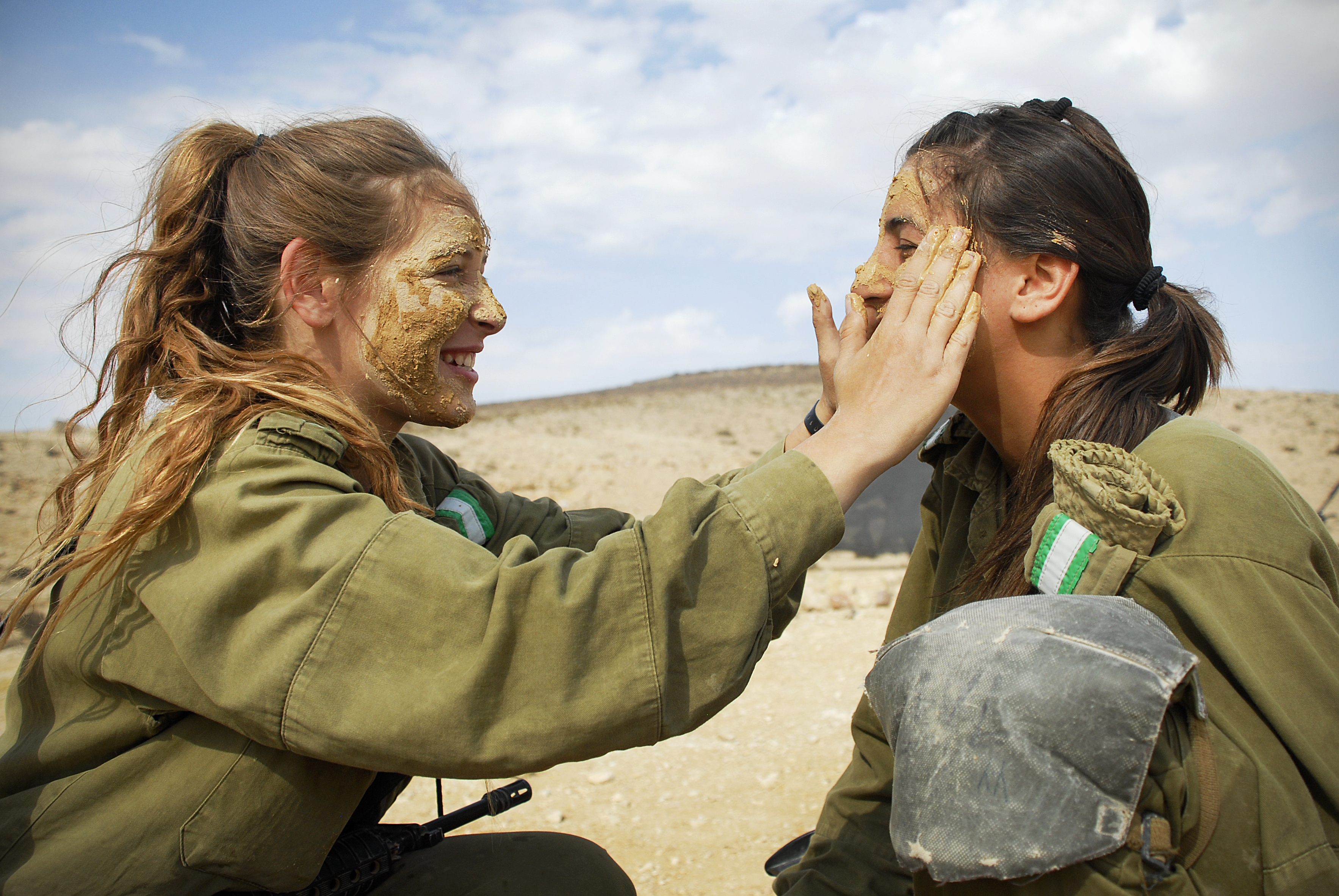
Istruttrici di fanteria israeliane si preparano a un'esercitazione di combattimento (2010)

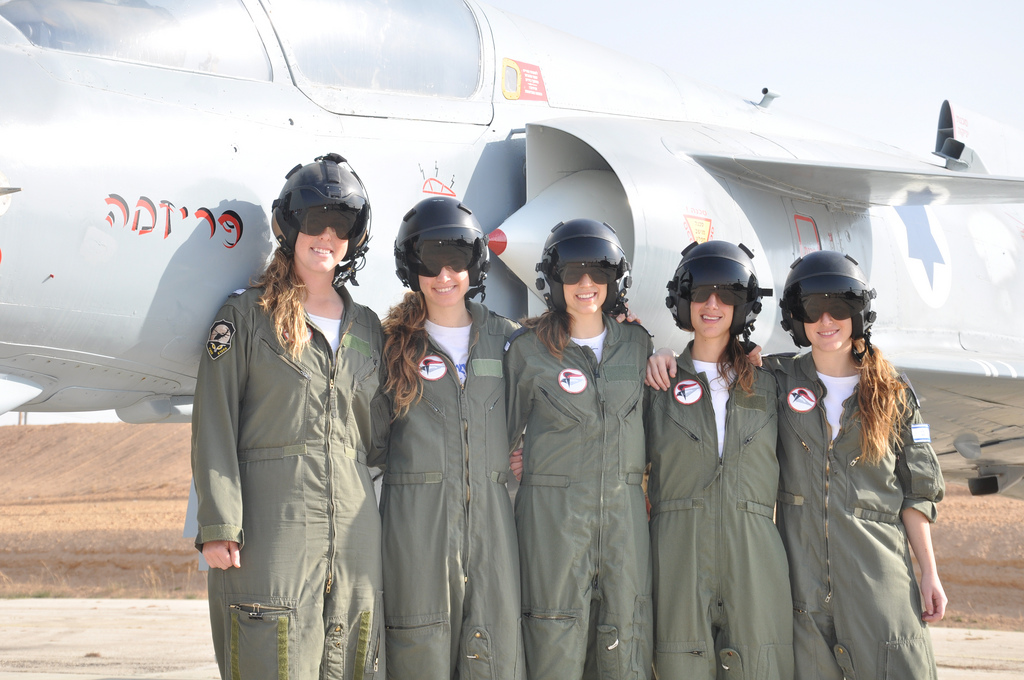
Diplomate del corso di volo della Israeli Air Force, 2011

Le donne nelle forze di difesa israeliane hanno avuto una presenza significativa nella scena politica del Paese fin dalla dichiarazione di indipendenza nel 1948. Israele è uno dei pochi Paesi al mondo a prevedere l'obbligatorietà del servizio militare anche per le donne, sebbene la coscrizione femminile sia limitata alle sole donne di etnia ebrea.
Secondo le statistiche militari, 535 donne soldato sono state uccise in servizio tra il 1962 e il 2016. L'integrazione femminile codificata nelle forze armate d'Israele è precedente alla sua stessa formale istituzione nel 1948, dato che donne dell'Yishuv furono attive nei ranghi di varie forze paramilitari ebraiche nel corso della guerra arabo-israeliana del 1948 (iniziata propriamente nel 1947). Un emendamento del 1999—2000 alla legge di Israele sui pari diritti delle donne (5711—1951) equipara pienamente — benché in modo separato — uomini e donne nelle forze armate.
Fino al 2001, le donne, dopo un periodo di cinque settimane di addestramento di base, potevano prestare servizio come impiegate, autiste, addette all'assistenza del personale, infermiere, operatrici radio, controllore di volo, addette alle munizioni, e istruttrici di corsi. Dal 2011, l'88% di tutti i ruoli nelle Israel Defense Forces (IDF) furono aperti a candidate di sesso femminile, benché, di fatto, si potessero ritrovare donne nel 69% di tutte le possibili posizioni.
Nel 2014 le IDF affermarono che meno del 4% di donne si trovavano in posizioni di combattimento come fanteria leggera o piloti di elicottero/caccia, mentre la loro presenza si concentra statisticamente in posizioni di "supporto al combattimento".

## Storia

### Pre-indipendenza

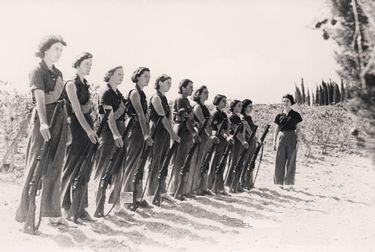
Donne dell'Yishuv in addestramento al kibbutz Mishmar HaEmek durante la guerra arabo-israeliana del 1948

Prima della formale istituzione d'Israele nel 1948, le donne erano attive in ruoli di combattimento presso i gruppi paramilitari ebraici della Palestina britannica che in seguito sarebbero divenuti la componente centrale delle Forze di difesa israeliane (IDF); la quota di donne arruolate in formazioni di combattimento arrivava al 20% Negli anni che avrebbero portato alla creazione delle IDF, esisteva il servizio militare femminile nelle forze paramilitari Hashomer e Haganah. L'Haganah stabiliva nel suo regolamento che le sue file erano aperte a "Ogni ebreo maschio o femmina, che è preparato e addestrato ad adempiere l'obbligo della difesa nazionale". La maggior parte delle donne reclutate operava come aiutanti di sanità, specialisti delle comunicazioni, e armaiole. Durante la Seconda guerra mondiale circa 4 000 donne prestarono servizio volontario nelle forze di assistenza britanniche.
Negli anni 1940 a Tel Aviv fu costituito un battaglione con donne che svolgevano ruoli di sicurezza, trasporto di armi, e formavano l'equipaggio di postazioni antiaeree. Nell'inverno del 1948 le donne entrarono nei ranghi di combattimento del Palmach e viaggiavano da Tel Aviv a Gerusalemme nascondendo armi sotto gli abiti. Il Palmach (composto al 30% di donne) addestrò nove donne comandanti di plotone (ruolo tipicamente assegnato ad un sottotenente/tenente, o ad un sottufficiale esperto), e numerose altre donne comandanti di squadra (ruolo tipicamente ricoperto da sottufficiali).

### Guerra d'indipendenza (1948)

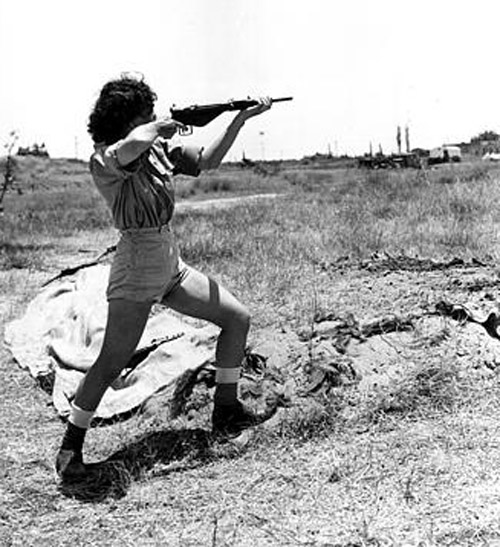
Ufficiale donna dell'Haganah dà una dimostrazione di maneggio del mitra Sten durante la Guerra arabo-israeliana del 1948

Il 26 maggio 1948 David Ben-Gurion costituì ufficialmente le IDF con forza militare di Israele. Il 18 agosto 1948 iniziò la leva militare obbligatoria per tutte le donne israeliane senza figli nate tra il 1920 e il 1930, indipendentemente dal fatto che fossero nubili o coniugate.
Le donne facevano servizio in vari ruoli, tra cui infermiere, operatrici delle comunicazioni, autiste, impiegate, e cuoche. Il Corpo femminile, cui facevano capo tutte le donne in servizio militare, si doveva occupare delle loro necessità, addestramento, ed integrazione nelle varie unità IDF. Il Corpo femminile inviava anche donne soldato giovani e qualificate a fare le insegnanti nelle zone di Israele allora in via di sviluppo e nei quartieri di immigrati.

### Post-indipendenza

Ufficiali israeliane appena diplomate, 1950

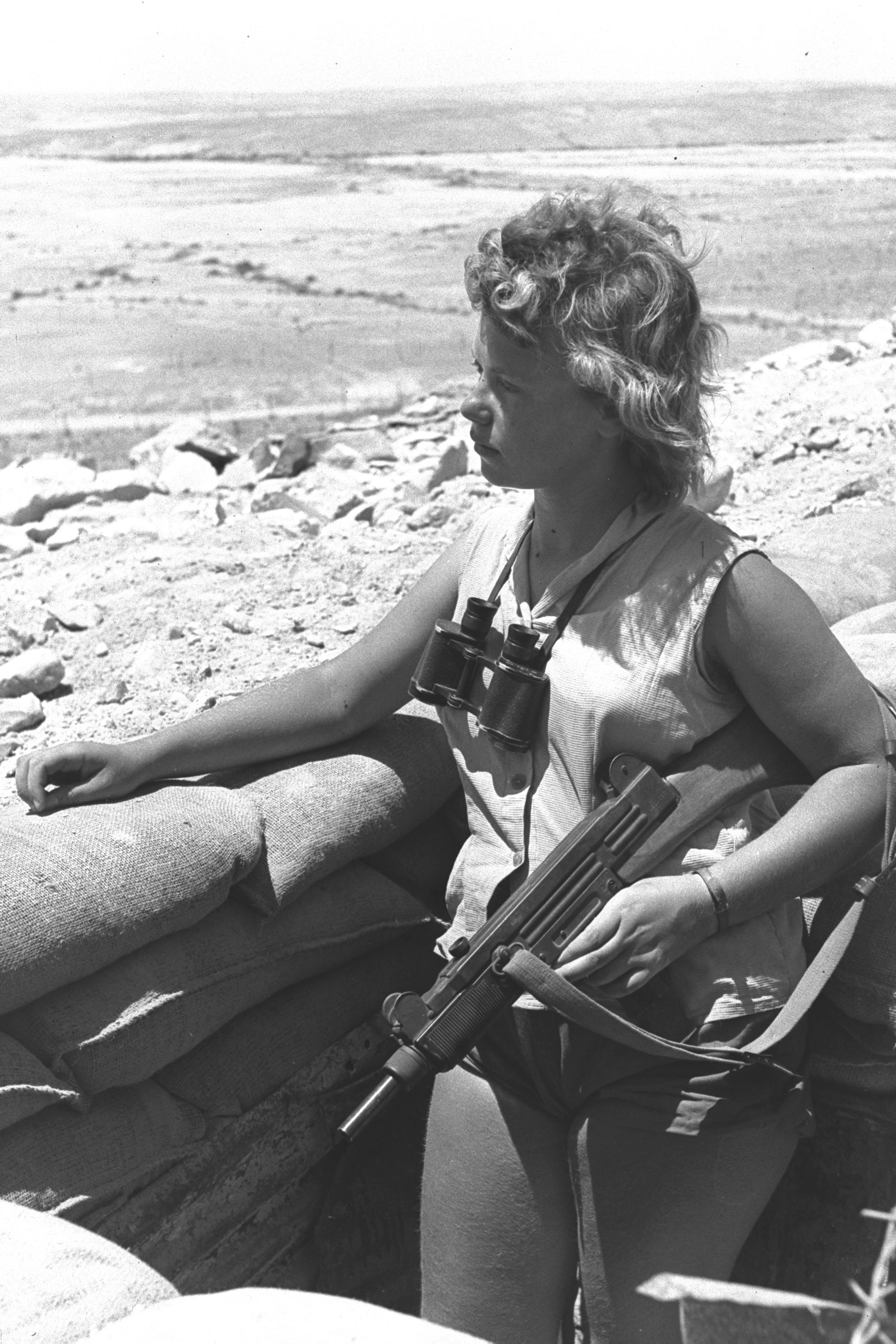
Guardia di milizia israeliana armata di Uzi sorveglia il Negev durante il periodo delle operazioni di rappresaglia, 1956

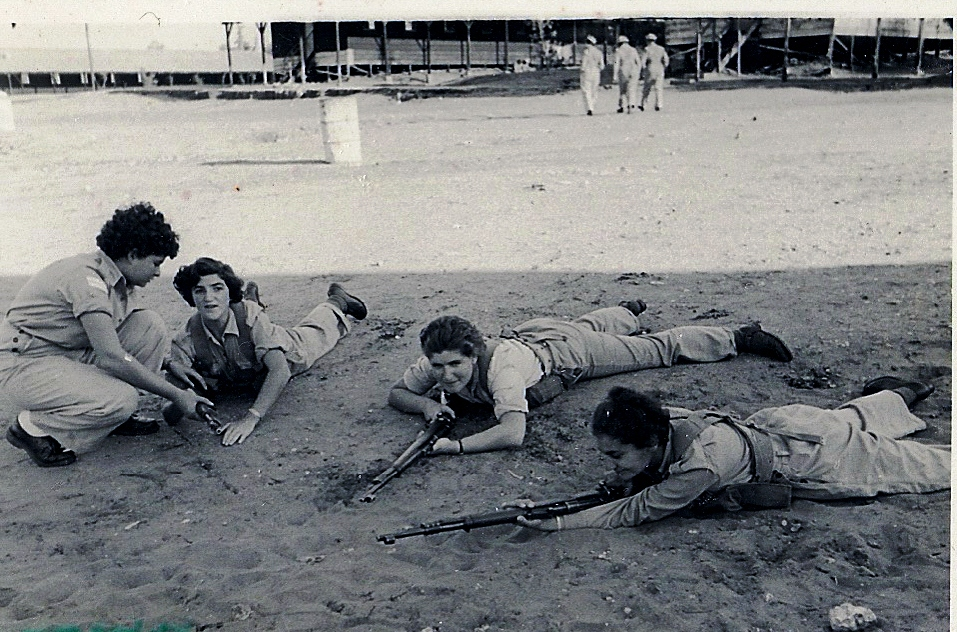
Donne soldato israeliane in addestramento, 1953–1954

Eccetto nella Guerra arabo-israeliana del 1948, quando l'estrema penuria di combattenti portò molte militari israeliane su campi di battaglia terrestri, il governo israeliano storicamente vietò l'impiego in combattimento delle donne, che invece svolgevano una quantità di mansioni tecniche e di assistenza amministrativa. Poco dopo l'istituzione delle IDF, entrò in vigore un decreto che toglieva le donne dalla prima linea, e di conseguenza tutte le donne vennero collocate in zone più sicure. La dichiarata motivazione di questo provvedimento ruotava attorno alle preoccupazioni circa l'alta probabilità che militari israeliane fossero catturate e poi stuprate o abusate sessualmente da forze arabe ostili. Benché fosse generalmente ritenuto giusto ed equo richiedere alle donne pari sacrificio e servizio, si riteneva che il rischio per i prigionieri di guerra israeliani di subire molestie sessuali fosse infinitamente superiore tra i soggetti di sesso femminile, e perciò inaccettabile. La maggioranza delle donne che allora prestavano servizio nelle IDF assunsero posizioni da segretarie mentre le rimanenti operavano in veste di istruttrici, infermiere, impiegate, e operatrici telefoniche. Alcune donne lavorarono in missioni di trasporto aereo negli anni 1950; alcune donne furono accettate per l'addestramento di volo negli anni 1970, ma non completarono il programma prima che fosse precluso alle donne.
«L'esercito è il simbolo supremo del dovere e finché le donne non sono uguali agli uomini nell'adempimento di questo dovere, non hanno ancora ottenuto la vera uguaglianza. Se le figlie di Israele sono assenti dall'esercito, il carattere dello Yishuv sarà distorto.»

— David Ben-Gurion, primo ministro di Israele
Yael Rom, prima donna addestrata come pilota nella Heyl Ha'Avir, ottenne la relativa abilitazione nel 1951 (bisogna precisare che all'epoca fu la sola donna pilota ad accedere al servizio attivo).
Hava Inbar, avvocato, fu nominata giudice della corte militare israeliana ad Haifa nel settembre 1969, divenendo così la prima donna giudice militare al mondo. Dichiarò in un'intervista: "Non so se voglio essere tutta la vita un giudice militare, ma sono lieta della nomina; dimostra che le IDF lasciano quasi tutte le porte aperte alle loro militari".

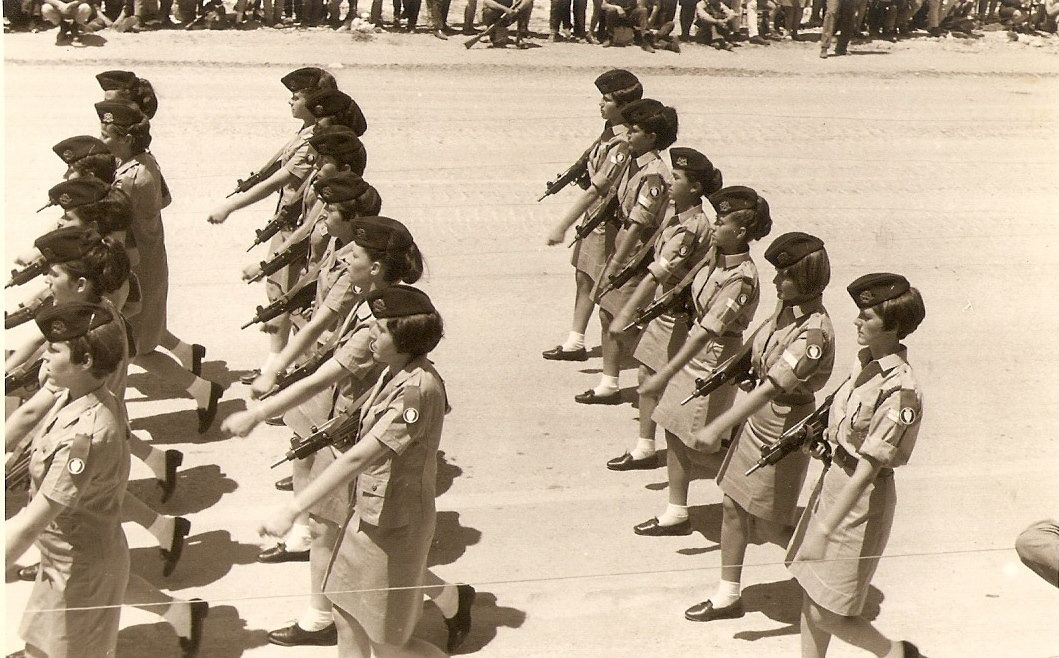
Militari israeliane durante una parata a Gerusalemme dopo la Guerra dei sei giorni, 1968

A causa della drammatica richiesta di forze terrestri nella Guerra dello Yom Kippur (1973), le donne furono impiegate in ruoli di combattimento. Secondo Rina Bar-Tal, al tempo presidente Israel Women's Network, per le donne i ruoli diversi dal supporto tecnico e di segretariato iniziarono solo tra la fine anni 1970 e i primi 1980, a causa della mancanza di personale. Da allora, alcune donne hanno raggiunto gradi superiori a colonnello. Nel 1986, Amira Dotan, allora capo del Corpo femminile, divenne la prima donna brigadier generale. Nel luglio 2018 la capitana IDF Or Naʽaman ordinò ad una batteria Patriot di abbattere un drone ed un caccia siriano sopra le Alture del Golan, il che le fece avere una menzione di merito.

## Uguaglianza di genere

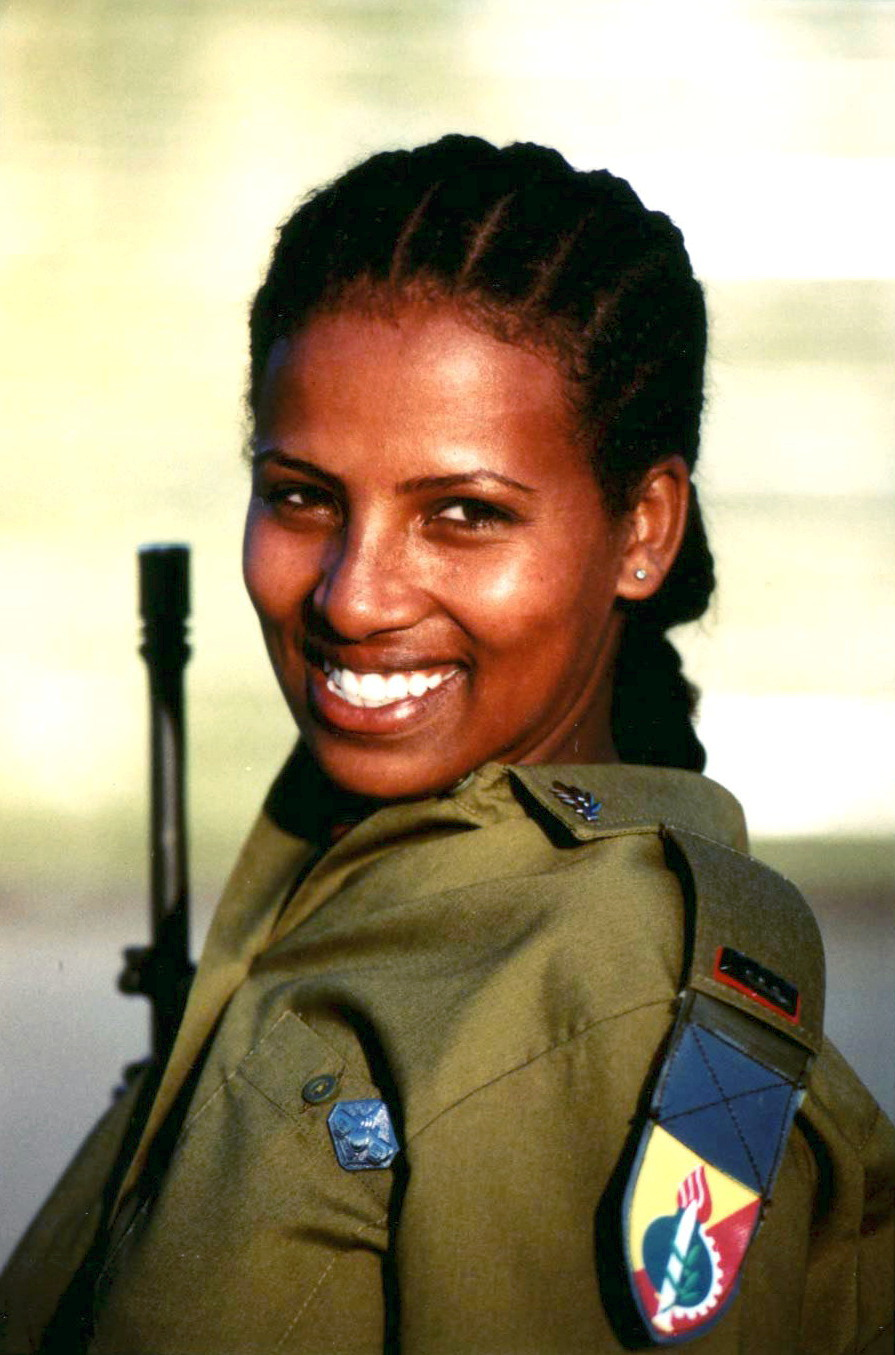
Prima ufficiale di artiglieria israeliana di origine Beta Israel, 2001

La pilota civile ed ingegnera aeronautica Alice Miller vinse un ricorso alla Corte suprema di Israele volto ad ottenere la propria partecipazione agli esami per entrare nel programma addestrativo dei piloti IAF, dopo esserne stata esclusa per motivi di genere. Durante il suo mandato, l'allora presidente ed ex comandante IAF Ezer Weizman si era opposto apertamente alla campagna di Miller. Benché quest'ultima non avesse superato l'esame, la sentenza fu uno spartiacque e aprì le porte in nuovi ruoli militari alle donne israeliane. Le parlamentari approfittarono di tale svolta per redigere una proposta di legge che consentisse alle donne di concorrere, a loro scelta, per ogni posizione cui fossero state qualificate.
Nel 2000, un emendamento alla legge israeliana del 1951 per la uguaglianza giuridica delle donne, con riferimento al servizio militare dichiara che "Il diritto delle donne di prestare servizio in qualsiasi ruolo nelle IDF è uguale al diritto degli uomini". L'emendamento, scritto da alcune parlamentari, attribuisce uguali opportunità alle donne che risultino fisicamente e personalmente adeguate ad un lavoro; la questione di chi e cosa esattamente fosse "adeguato" venne lasciata alla discrezione dei capi militari secondo un criterio caso per caso. In seguito all'emendamento, uno sparuto numero di donne iniziò ad essere impiegato in alcune aree di ruoli di assistenza al combattimento e combattimento leggero, tra cui il corpo di artiglieria, unità di artiglieria, e varie unità corazzate. Nel 2000 il 33º Battaglione "Caracal" divenne a tutti gli effetti un battaglione di fanteria ambosessi. Molte donne entrarono anche nella polizia di frontiera (corpo ad ordinamento militare).
La prima pilota di caccia israeliana, Roni Zuckerman, ricevette le insegne di tale qualifica nel 2001. Nel 2006 furono abilitate dai corsi di addestramento IAF le prime pilote e navigatrici, e diverse centinaia di donne entrarono in unità da combattimento, principalmente in ruoli di supporto come raccoglitrici di informazioni, istruttrici, lavoratrici sociali, personale di sanità, e geniere. La Guerra del Libano del 2006 fu la prima situazione dal 1948 in cui le donne soldato furono impegnate sul campo di battaglia a fianco dei maschi. La tecnica di volo elicotterista Keren Tendler fu la prima combattente israeliana uccisa in una zona attiva di guerra dopo l'approvazione dell'emendamento. Nel novembre 2007 la IAF nominò la prima vicecomandante di squadriglia.
Il 23 giugno 2011 Orna Barbivai divenne la prima donna aluf nelle forze armate israeliane dopo la sua promozione al ruolo di comandante del Direttorato del personale; fu la seconda donna a prestare servizio nello Stato maggiore delle forze di difesa israeliane. Nel 2012 Merav Buchris divenne la prima ufficiale addetta alle munizioni nella IAF. Nel 2013, per la prima volta, una donna soldato delle IDF fu chiamata a leggere la Torah in un rito religioso celebrato in una base. Lo stesso anno le forze armate israeliane annunciarono che, per la prima volta nella storia d'Israele, avrebbero consentito ad una donna transgender di prestare servizio nell'esercito come soldato di sesso femminile.
Il 2014 vide numerose "prime volte" per l'argomento che trattiamo: Oshrat Bacher fu nominata prima comandante di battaglione in Israele; fu assegnata la prima dottoressa campale presso l'unità di elite Duvdevan; e sono autorizzate a lavorare nelle cucine delle basi militari le coordinatrici casherut.

## Requisiti di servizio
Il servizio militare obbligatorio per le israeliane ebree è di 24 mesi, tranne specifici ruoli che richiedono un servizio di 30 mesi. 
Le donne possono essere esentate dal servizio militare per ragioni di coscienza religiosa, matrimonio, gravidanza, o maternità. Una donna può ottenere un'esenzione per motivi religiosi alle seguenti condizioni:
1. Abbia dichiarato che per ragioni di coscienza, o di un modo di vivere religioso, le è impedito di fare servizio militare e lo abbia provato in modo soddisfacente per la commissione di esenzione.
2. Osservi le leggi di casherut a casa e fuori.
3. Non viaggi durante lo Shabbat.

Le donne che giungono in Israele all'età di 17 anni o superiore sono generalmente esenti dal servizio militare, ma possono prestarlo volontariamente. Inoltre, le donne generalmente non vengono chiamate per il servizio di riserva se sono sposate o hanno più di 24 anni.

## Ruoli di combattimento

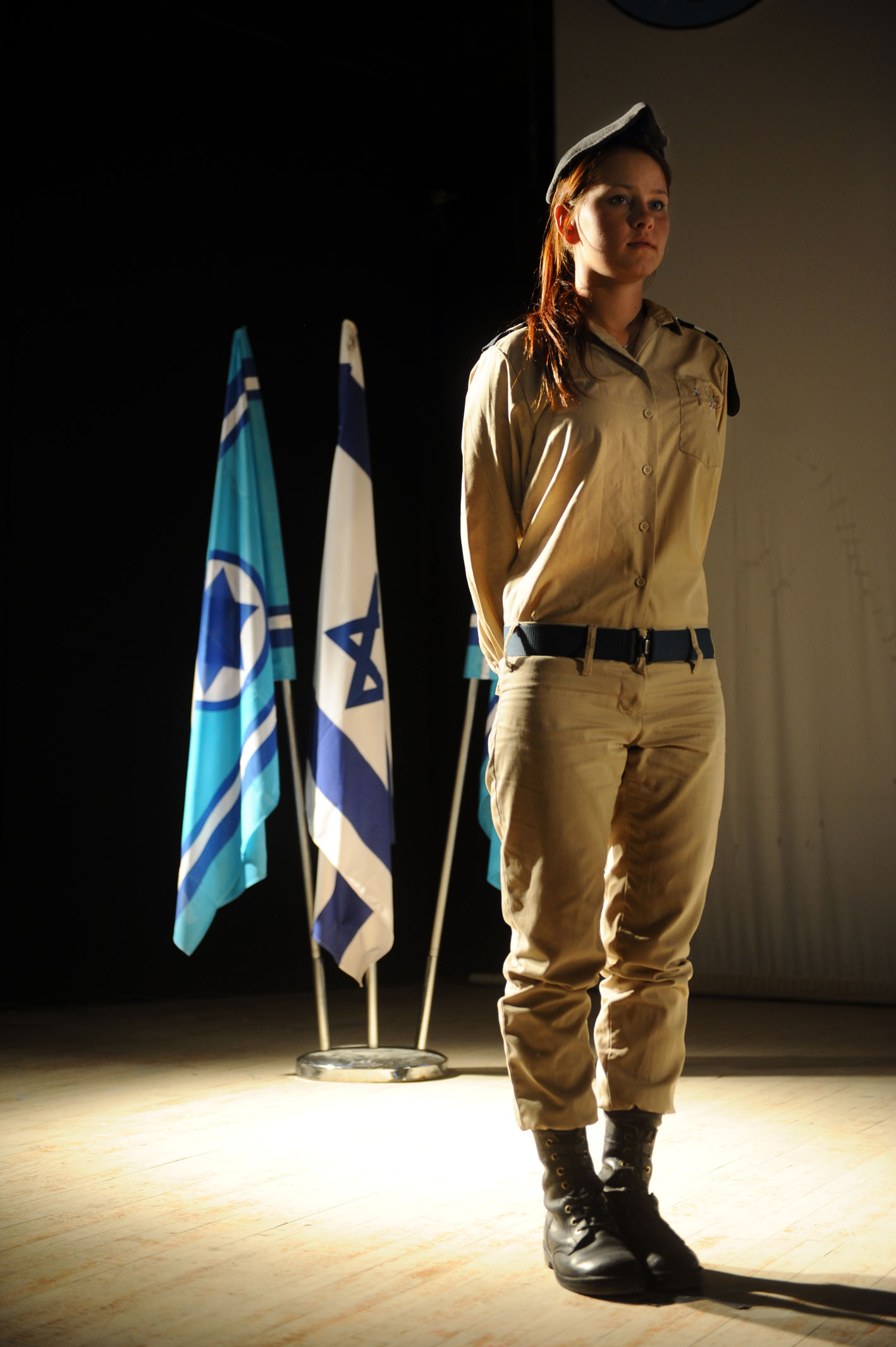
L'aiutante di sanità israeliana Anastasia Bagdalov ottenne un encomio militare per il ruolo svolto negli attentati del Sinai del 2011, circostanza in cui curò numerosi passeggeri feriti. (2012)

La clausola 16A della Legge israeliana sul servizio di difesa prevede che tutte le coscritte militari di combattimento svolgano servizio attivo per 2 anni e 4 mesi, e rimangano nella riserva militare fino all'età di 38 anni. Ogni anno 1 500 donne vengono coscritte nelle Forze di difesa israeliane (IDF). Le donne vennero impiegate in ruoli di combattimento illimitato durante la Guerra arabo-israeliana del 1948; il fatto che alcuni soldati arabi avessero abusato dei cadaveri di donne soldato israeliane indusse il gabinetto israeliano a ritirare le donne dalla prima linea fino al 2000, anno in cui fu costituito il 33º Battaglione "Caracal".
Nel 2014 le IDF nominarono Oshrat Bacher prima comandante di un battaglione da combattimento.
La scelta più rilevante di unità combattente per le donne è il battaglione di fanteria leggera Caracal, composto al 70 per cento di donne. Anche l'Oketz, unità cinofila IDF, recluta donne in ruoli combattenti. Le donne possono anche entrare nel Combat Intelligence Collection Corps, e far parte del personale ricerca e soccorso dell'Home Front Command IDF. Possono altresì far parte di equipaggi carristi nella Schiera di difesa del confine, composta di unità che sorvegliano i confini di Israele con Egitto e Giordania.
Benché siano ufficialmente classificate soldati combattenti, le donne in ruoli di combattimento non sono dispiegate esplicitamente in situazioni di combattimento. Devono essere preparate a reagire se si presentasse una situazione di effettivo combattimento, ma non sono dislocate in zone in cui ci sia un alto rischio di combattimento. I tre battaglioni di fanteria "misti" (maschi e femmine) e le unità carri con equipaggi femminili sono impiegati in compiti di pattuglia ai confini nella valle del Giordano, e alle donne non è consentito far parte delle brigate di combattimento di prima linea nel caso di guerra.

## Consigliera per gli affari di genere

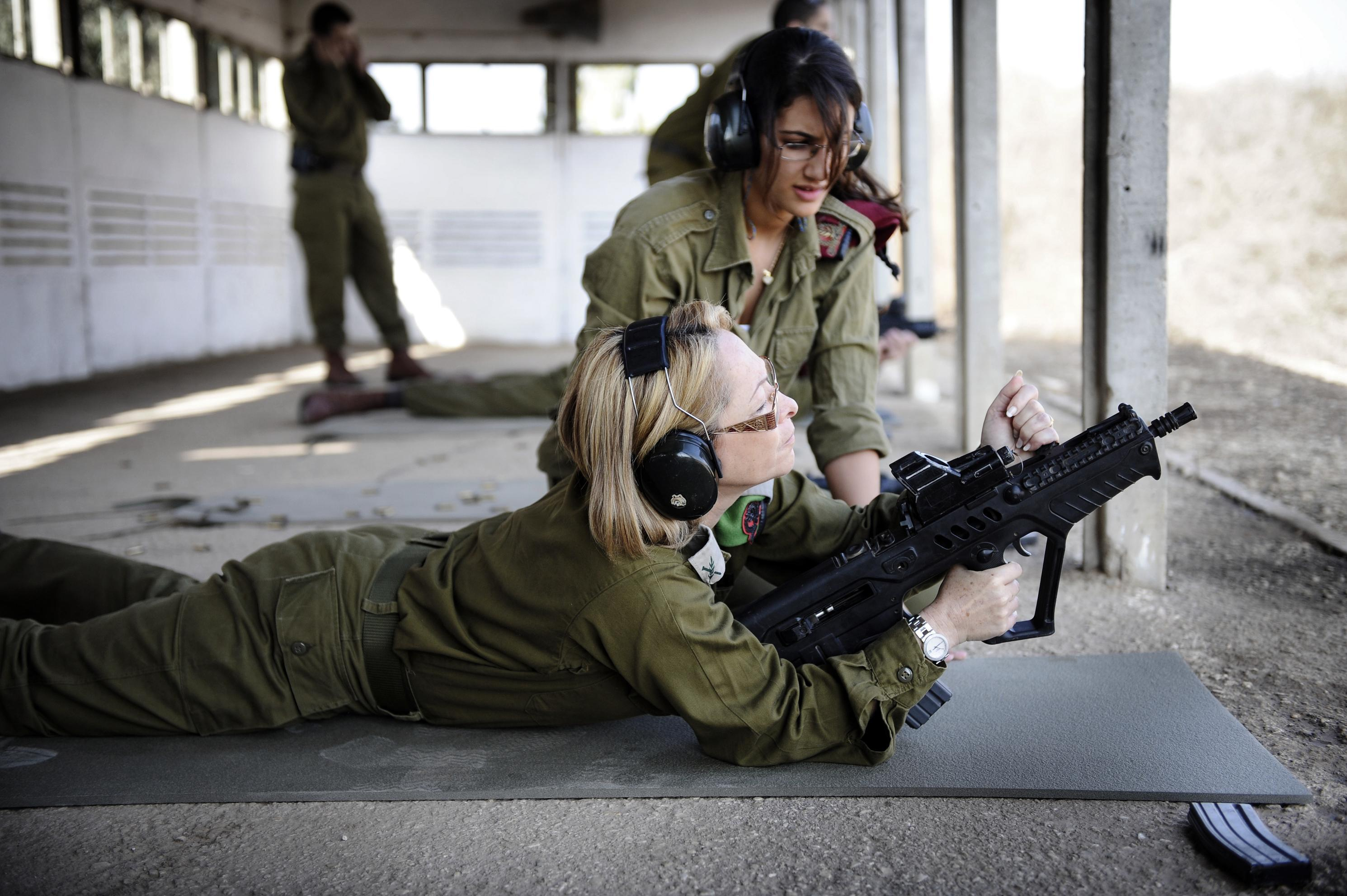
La consigliera IDF per gli affari delle donne Brigadier Generale Gila Kalifi-Amir si addestra nel tiro, 2010

Nel 2000 fu disciolto il Corpo femminile, in modo che le militari potessero essere inquadrate nelle unità secondo la loro specializzazione e non secondo il loro genere; analogamente avrebbero portato le insegne delle loro unità invece che quelle del Corpo femminile. Nel 2001 fu creata la posizione di Consigliera del Capo di stato maggiore per gli affari di genere. Le ufficiali che rivestono questa figura hanno il compito di assicurare più opportunità ed un ambiente adeguato per le militari, nonché sbocchi per la valorizzazione delle loro capacità. La missione della consigliera è descritta dalle forze armate israeliane come "far progredire le donne, le IDF e la società israeliana promuovendo le condizioni che consentono l'uso ottimale delle potenzialità delle donne in servizio nelle IDF; promuovere le uguali opportunità per le donne durante il servizio militare; e integrare le donne nelle posizioni di dirigenza militare".

## Esenzioni dal servizio
Nel 2020, il 55% delle donne idonee fu chiamato in servizio dalle IDF. Di quelle cui era riconosciuta un'esenzione, il 35-36% l'aveva per motivi religiosi. Una legge approvata nel 1978 aveva reso automatica l'esenzione delle donne per motivi religiosi mediante la sottoscrizione di una semplice dichiarazione attestante l'osservanza delle pratiche religiose ortodosse. Questa normativa suscitò notevoli controversie, e le autorità temettero che qualunque donna che non desiderava prestare servizio potesse abusare dell'esenzione, aggravando ulteriormente la già marcata scarsità delle risorse personali delle forze armate israeliane. Le donne esentate per motivi religiosi erano legalmente obbligate a prestare un periodo di servizio alternativo (Sherut Leumi, letteralmente "servizio nazionale") svolgendo un servizio sociale o educativo loro affidato. In pratica, comunque, le donne adempivano tale servizio solo a loro scelta.

## Relazione della commissione Segev (2007)
Nel 2007 Elazar Stern, l'allora capo del Direttorato del personale, nominò una commissione per delineare il servizio femminile IDF nel decennio seguente, con l'obiettivo di aumentare le uguali opportunità per le militari. La commissione, presieduta da Yehuda Segev, consegnò la sua relazione a Stern nel settembre 2007.

Nel settembre 2008 la relazione di 100 pagina fu presentata a Gabi Ashkenazi, l'allora Capo di stato maggiore IDF, che si pronunciò a favore della concezione propugnata dalla commissione:
Le IDF, come un'organizzazione guida nella società israeliana, impronta il servizio di uomini e donne ad un servizio appagante e rispettoso basato su uguali opportunità al servizio delle IDF e dello Stato di Israele.
La commissione raccomandava l'annullamento del modello in vigore dagli anni 1950, alla cui stregua la lunghezza e le opzioni del servizio di un soldato sono ampiamente determinate dal suo genere. Su questo schema, la commissione dichiarava: "È un modello arcaico che causa sottoutilizzazione delle risorse … di metà della società israeliana, e preclude molte opportunità, sia durante il servizio sia per l'integrazione nella società dopo il servizio".
Nel 2007 il 12 per cento di tutti i lavori IDF erano completamente preclusi alle donne. La relazione attribuiva parzialmente questa preclusione alla durata inferiore del servizio per le donne coscritte che asseritamente costituiva una remora nell'assegnarle ai compiti più importanti, più onerosi. La relazione affermava che l'assegnazione dei compiti militari era "in larga misura" determinata dal genere piuttosto che dal talento e dalle attitudini di ciascun soldato, e che la lunghezza del servizio "dovrebbe dipendere solo dall'incarico, e non dal genere di una persona".
La commissione consigliava di rendere più difficile per le donne ottenere un'esenzione dal servizio militare obbligatorio e di raffrenare il fenomeno delle donne che richiedevano surrettiziamente esenzioni per motivi religiosi. Aggiungeva che i criteri di esenzione dovrebbero essere uguali per uomini e donne. Il gruppo raccomandava quote obbligatorie di donne da promuovere, con l'obiettivo di dare alle donne una "significativa presenza" nei "gradi decisionali superiori" delle forze armate. Ancora, invocava la creazione di un sistema efficace e ben finanziato per garantire ambienti di lavoro adeguati sia per i militari maschi sia per le femmine, e di stilare un "codice di genere" che potesse porre regole esplicite di interazione tra i due sessi: "Non ci dovrebbero essere lavori o unità categoricamente preclusi alle donne o agli uomini … Il servizio in tutte le unità, assegnazioni e missioni sarebbe unificato, soggetto alle regole di appropriata integrazione".
La relazione proponeva di aprire alle donne tutti i lavori tranne una manciata che sarebbero stati determinati da una commissione speciale, le cui decisioni avrebbero richiesto l'approvazione del Capo di stato maggiore, del ministro della Difesa, e della Commissione Affari esteri della Knesset. Affermò che il processo iniziale di selezione ed assegnazione doveva essere unificato cosicché uomini e donne fossero parte dello stesso sistema e ricevessero assegnazioni basate sugli stessi criteri, compresa l'ammissione ad unità combattenti; la commissione propose di realizzare questo cambiamento gradualmente — nel corso di un decennio.

## Criticità

### Obiezioni religiose
Nel 1950 Yitzhak HaLevi Herzog e Ben-Zion Meir Hai Uziel, ambedue rabbini capo, emisero una sentenza che proibiva alle donne di entrare nelle IDF. Negli anni 1980 Meir Kahane, un rabbino di estrema destra, contrastò vivamente le donne nelle forze armate, e propugnò invece il servizio nazionale alternativo. Nel 2014 David Lau e Yitzhak Yosef, del Rabbinato capo di Israele, erano contrari alle donne religiose nelle forze armate, come Shmuel Eliyahu.
Ad ogni modo, Yair Lapid era di diverso avviso e di conseguenza iniziò una campagna per allontanare Lao e Yosef dal Rabbinato capo. Sull'argomento Naftali Bennett dichiarò: "Credo che tutte le ragazze dovrebbero prestare servizio nelle IDF o nel servizio nazionale. Detto questo, l'attacco ai rabbini per la loro posizione tradizionale è inaccettabile per il rispetto loro dovuto". Anche il rabbino ortodosso Shai Piron espresse il suo appoggio alla posizione dei rabbini capo, contraria alle donne nelle IDF. Nel 2003 Piron dichiarò: "Non mi risulta che alcun rabbino permetterebbe [alle donne osservanti] di prestare servizio nell'esercito. Le autorità halakhiche vedevano la realtà da una prospettiva al contempo educativa e spirituale, questa concezione li guidò alle conclusioni halakhiche… Il problema nel servizio IDF è l'atmosfera generale che non consente una vita libera da insidie [religiose]".
Dal canto suo il politico Elazar Stern replicò: "Una settimana fa i Rabbini capo annunciarono che una donna che fa servizio nelle IDF causa un'aveira (peccato, trasgressione) simile al Chillul di Shabbat (profanazione del sabato). Ciò equivale ad esortare le donne, perlomeno quelle che si considerano praticanti, a non prestare servizio nelle IDF… Ho fatto qualche anno di servizio nelle IDF e affermo che le forze armate non possono funzionare senza donne a meno che non prolunghiamo il servizio maschile a 4,5 anni. Il prezzo che pagheremo per la richiesta del Consiglio del Gran Rabbinato che le donne non si arruolino non è quello delle nostre figlie, ma quello delle figlie di questi stessi rabbini che non prestano servizio". Il rabbino Shlomo Riskin di Efrat si è espresso a favore dell'arruolamento femminile nelle IDF. Nel 2014 l'associazione Beit Hillel di rabbini nazionalisti-religiosi emise una sentenza di legge ebraica affermante che alle donne è permesso prestare servizio nelle IDF; però il rabbino Shlomo Aviner asserì che Beit Hillel non aveva l'autorità per una tale decisione. Ai sensi della legge israeliana sul servizio militare obbligatorio, alle donne ebree osservanti è data la possibilità di scegliere il servizio nazionale alternativo al posto di essere coscritte nelle IDF.
Le IDF mettono a disposizione degli uomini haredi centri di reclutamento "liberi da donne e secolarismo". Moshe Ya'alon, già ramatkal, manifestò la volontà di attenuare la normativa per adeguarsi alle esigenze dei rabbini ultra-ortodossi. La normativa riguardante l'uguaglianza di genere era già stata attenuata in modo che agli haredi  fosse garantito che non sarebbero stati esaminati fisicamente da personale femminile.

### Molestie sessuali
In Israel and Its Army: From Cohesion to Confusion, Stuart A. Cohen ha sostenuto che prima degli anni 1990 c'era un generale consenso sul fatto che nelle IDF "l'abilità sessuale va di pari passo con i successi militari". Anche quando gli atteggiamenti sociali stavano cambiando negli anni 1980, le IDF erano ancora inclini alla tolleranza ed un alto ufficiale dell'esercito avvertiva di non gonfiare "l'argomento oltre misura".
Nel 1993 fu riferito che solo il 10 per cento dei circa mille casi di molestie sessuali denunciati annualmente sono oggetto di indagine. Le denunce di molestie sessuali contro le donne nelle forze armate israeliane raggiunsero una media di un caso al giorno nel 1999 — un aumento rispetto alle 280 segnalazioni ricevute nel 1997.
Nel 1998–1999, 54 ufficiali furono espulsi dalle IDF per accuse di trasgressioni sessuali mentre altri subirono degradazione o carcere. In un caso di grande rilievo, Yitzchak Mordechai fu accusato di aggressione sessuale e molestie. Un altro caso riguardava la promozione del generale Nir Galili, accusato di aver irretito una giovane recluta (donna) per rapporti sessuali. Questo caso ha portato la scrittrice femminista americana Laura Sjoberg a definire le forze armate israeliane come una "fucina di relazioni sessuali di sfruttamento" ed una forza in cui la cultura del combattimento si basa su "licenziosità dilagante". Benché le IDF abbiano sempre tentato di reprimere le molestie sessuali, rimangono un problema. Nel 2004 fu riferito che una militare israeliana su cinque subisce molestie sessuali.

### Controversia del canto
Nel settembre 2011, poiché un precetto religioso proibisce agli uomini di sentire cantare le donne, nove cadetti del corso ufficiali IDF, di stretta osservanza religiosa, uscirono da un seminario serale sul retaggio dell'Operazione Piombo fuso, durante il quale era salito sul palco un complesso formato da due maschi e due donne cantanti. Il comandante della scuola ne espulse quattro dopo che avevano dichiarato che avrebbero nuovamente disatteso gli ordini in circostanze analoghe. Le IDF accettarono di rivedere la normativa sul punto, data la crescente presenza di soldati haredi nelle unità di combattimento.

## Galleria d'immagini

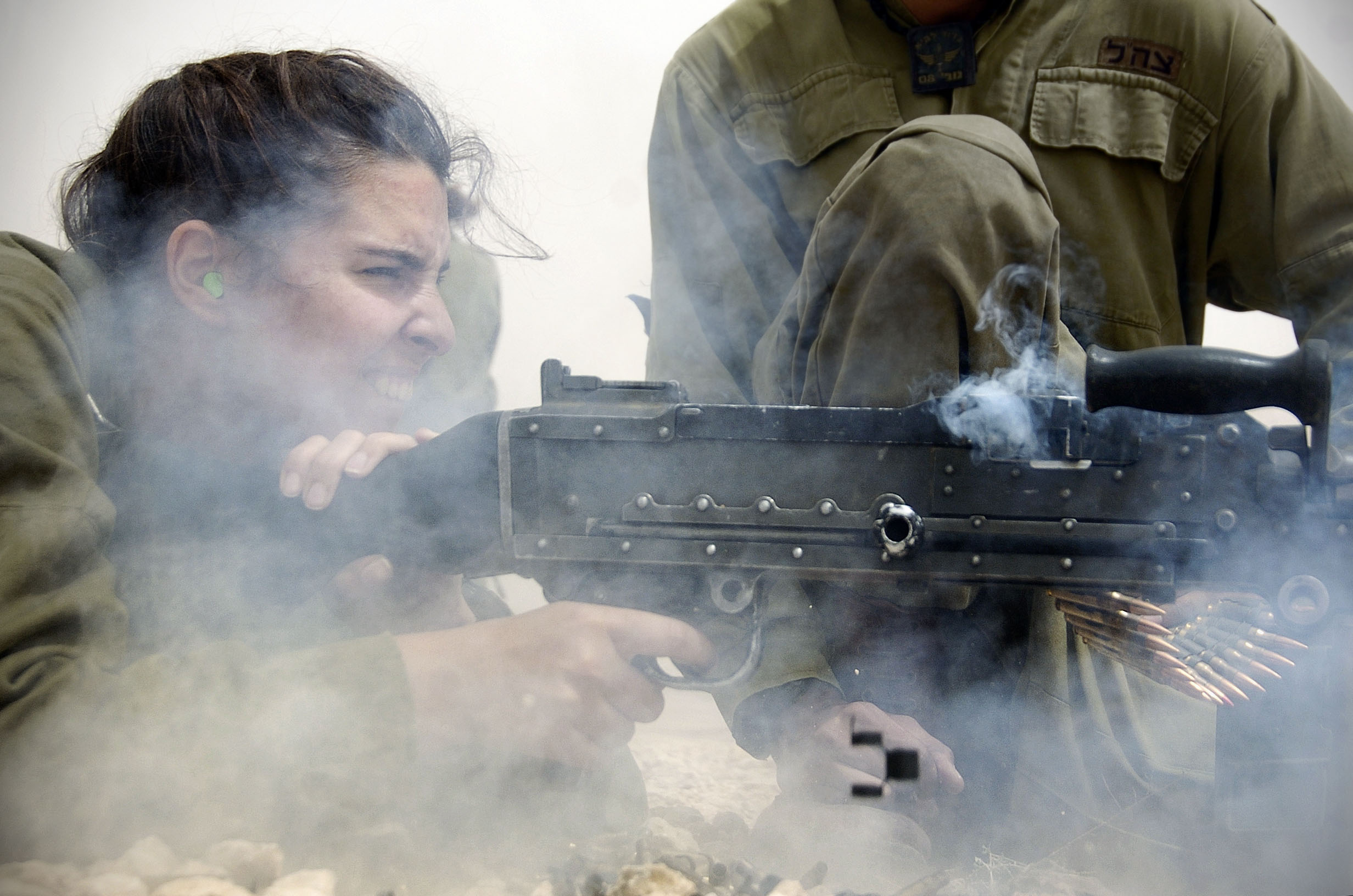
Istruttrice del Battaglione Caracal, 2011
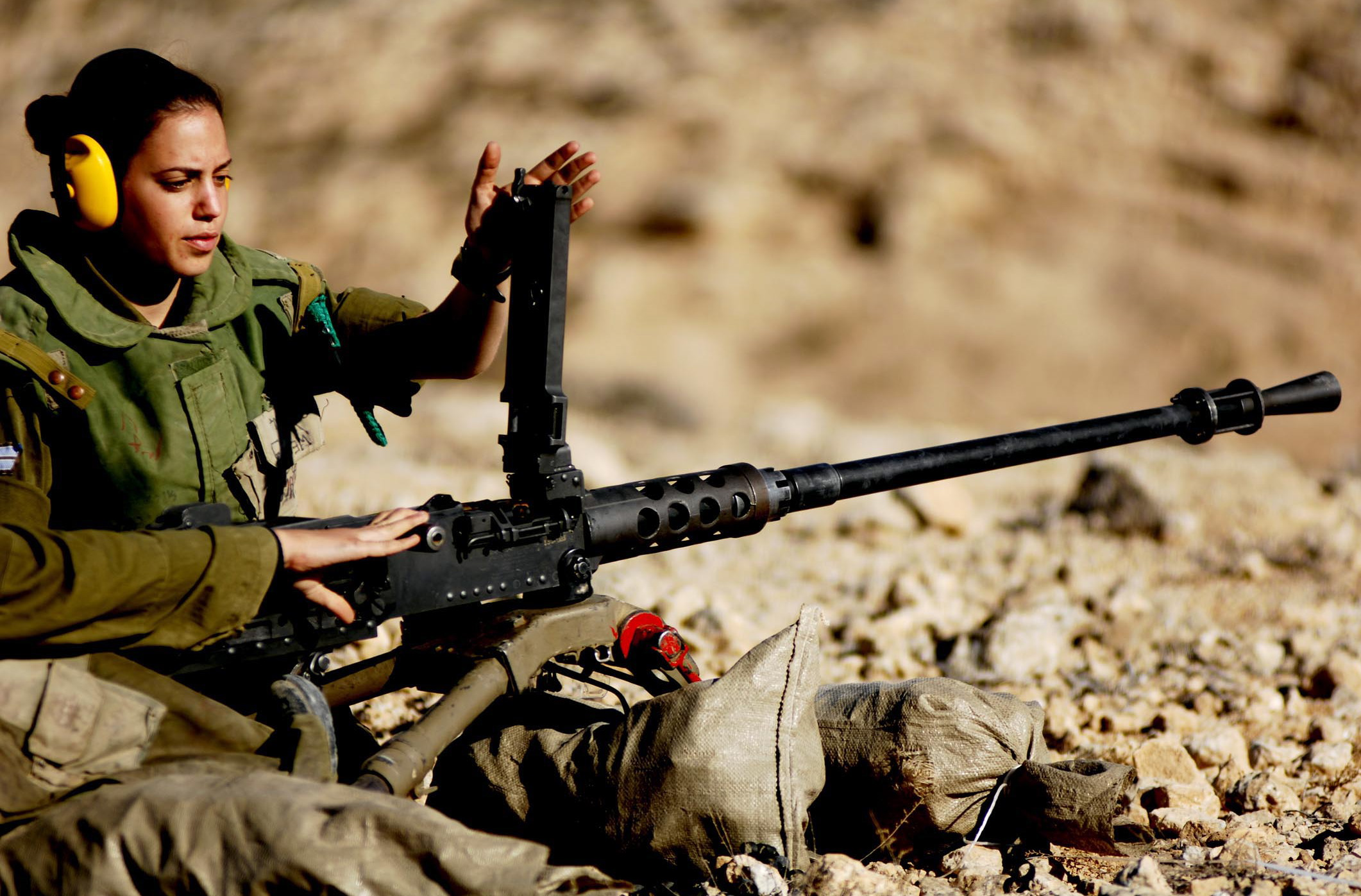
Istruttrice di fanteria durante un addestramento sul campo nel sud di Israele, 2006
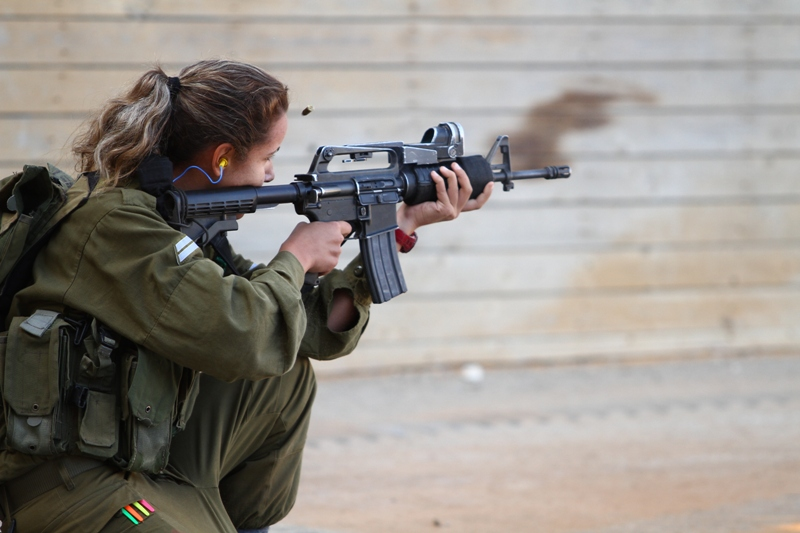
Donne soldato impegnate nella IDF Combat Fitness Competition, 2010
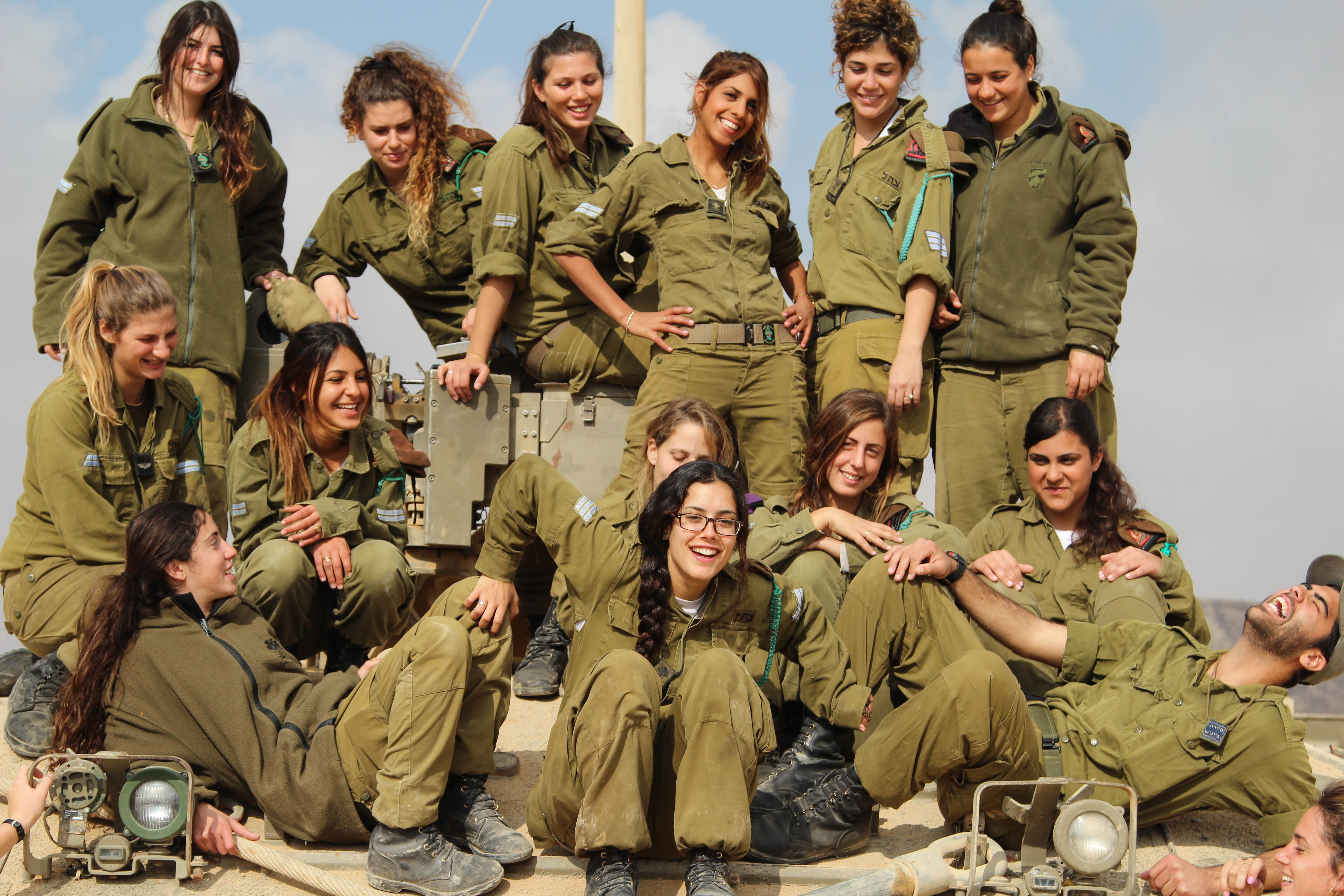
Istruttrici carriste (più un militare maschio) ad un'esercitazione, 2013
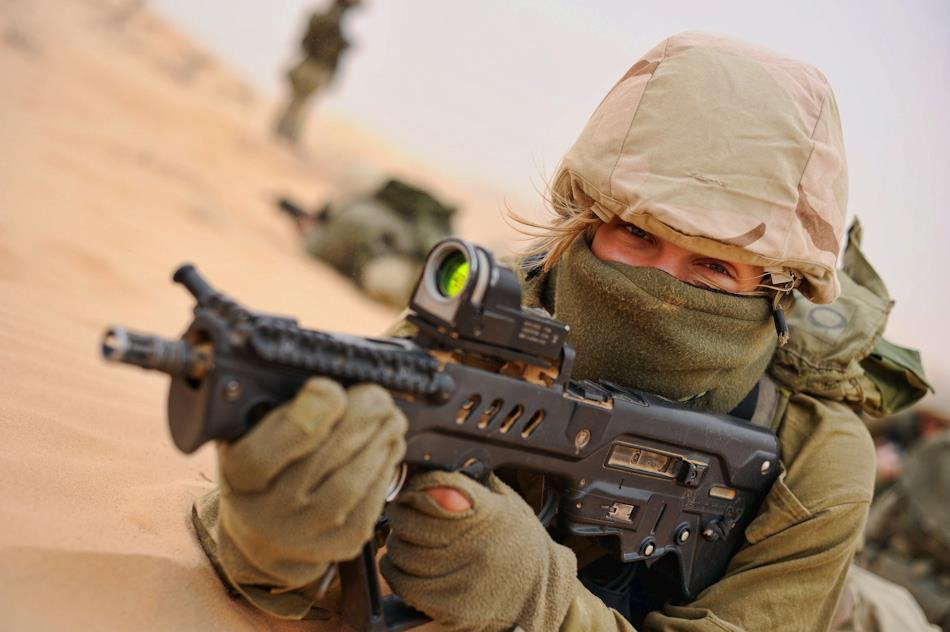
Soldatessa del Battaglione Caracal durante un'esercitazione, 2012
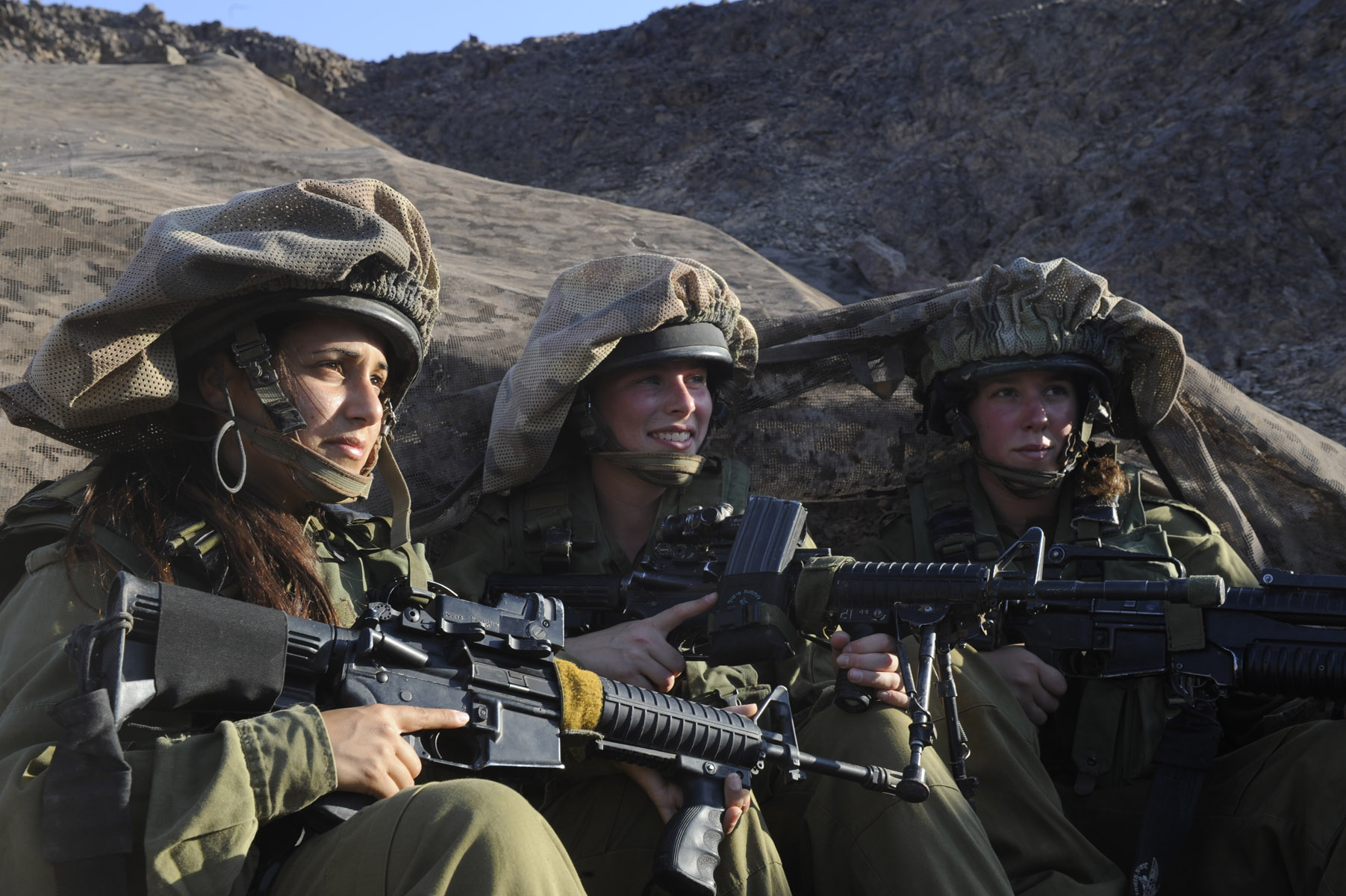
Donne appartenenti ad unità di intelligence campale, 2011
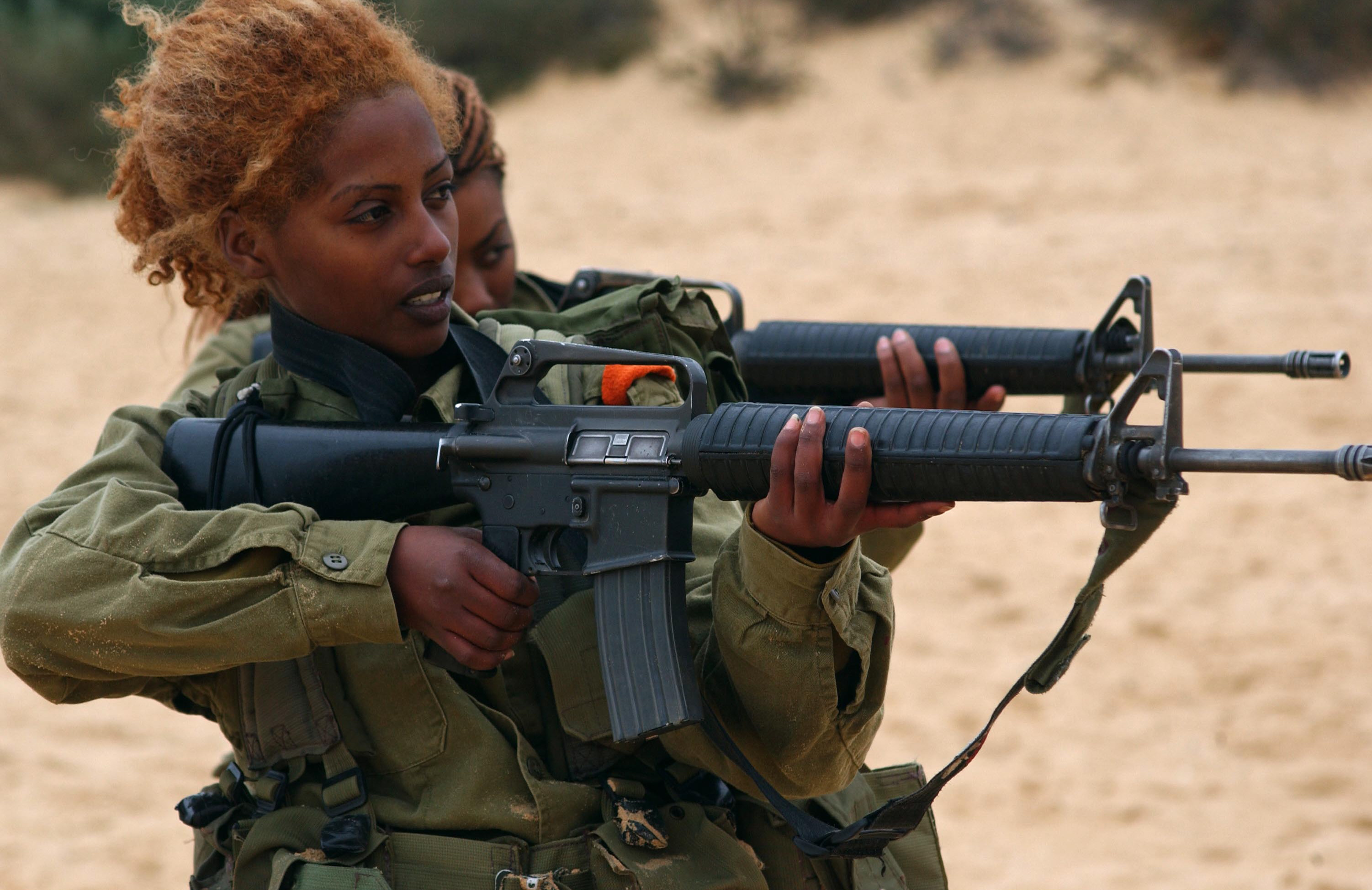
Soldatesse impegnate nell'addestramento di base, 2006